# Вічнозелені ліси Мадейри
Вічнозелені ліси Мадейри (ідентифікатор WWF: PA0425) — палеарктичний екорегіон помірних широколистяних та мішаних лісів, розташований на островах архіпелагів Мадейра, Дезерташ і Селваженш в Атлантичному океані. Ці вулканічні острови є автономним регіоном Португалії і лежать на відстані 978 км на південний захід від Лісабона та на відстані 560 км на захід від Марокко.

## Географія
Мадейра — це найбільший і найвищий острів однойменного архіпелагу, площа якого становить 741 км². Острів тягнеться зі сходу на захід приблизно на 57 км, його ширина у найширшому місці становить 22 км. Гірський хребет простягається вздовж острова, а висота найвищої гори Піко-Руйво становить 1861 м. Острів Порту-Санту, розташований за 43 км на північний схід від Мадейри, є другим за величиною островом в архіпелазі. Його площа становить 42,2 км².
Острови Дезерташ — це ланцюг із трьох вузьких островів, розташованих приблизно за 25 км на південний схід від Мадейри. Їх площа становить 14,2 км². Острови Селваженш розташовані за 280 км на південь від Мадейри та за 165 км на північ від Канарських островів. Загальна площа цих невеликих островів становить 2,73 км².
Острови регіону мають вулканічне походження, хоча останнім часом вулканічної активності на них не було зафіксовано. Основними геологічними породами є базальт і вулканічний попіл, на деяких піднятих ділянках трапляються вапняки морського походження. Вулканічні ґрунти, як правило, родючі, підтримують як місцеві ліси, так і сільське господарство на двох великих островах. Рельєф досить складний, характеризується глибокими ярами та ущелинами. Неприступні високі скелі та численні печери визначають берегову лінію.
Острови Мадейра і Порту-Санту є населеними. Загальна чисельність їх мешканців, за оцінкою 2016 року, становить 289 тисяч осіб, з яких більшість проживає на Мадейрі. Фуншал, розташований на південному березі Мадейри, є найбільшим містом і головним портом острова. Острови Дезерташ і Селваженш безлюдні.

## Клімат
На Мадейрі панує субтропічний морський клімат. Середня річна температура коливається від 15 до 20 °C на рівні моря. З підвищенням висоти клімат стає більш помірним, на великих висотах майже кожної зими трапляються морози і випадає сніг. Середньорічна кількість опадів коливається від 250 до 750 мм. Переважають північно-східні вітри, опадів більше на навітряній північній стороні острова. Гірські схили часто оповиті орографічними хмарами та туманом, що підтримує хмарні ліси у найбільш вологих районах.

## Флора
До появи на Мадейрі людей більшу частину острова покривали вічнозелені лаврові ліси, відомі як лаурісілва. Ці ліси, які наразі зустрічаються на островах Макаронезії, раніше були широко поширені в Середземномор'ї, поки льодовикові періоди не призвели до похолодання та осушення регіону. Реліктові ліси лаурісілви зустрічаються на висоті від 300 до 1300 м на вологих північних схилах Мадейри, головним чином у глибоких ущелинах або у важкодоступних внутрішніх долинах, та на висоті від 700 до 1600 м на південних схилах. Масив лаурісілви на Мадейрі є найбільшим масивом лісів цього типу у Макаронезії. Палеоботанічні дані показують, що лаурісілва існували на цьому острові щонайменше 1,8 мільйони років тому.
Лаурісілва Мадейри буває двох основних типів. Волога лаурісілва зустрічається на північних схилах і в каньйонах. Основу цих лісів складають Laurus azorica, Ocotea foetens, Persea indica і Clethra arborea. Дерева вкриті епіфітними мохами та лишайниками. Суха лаурісілва зустрічається на південних схилах, а переважаючими деревами в ній є Apollonias barbujana, Laurus azorica, Picconia excelsa, Visnea mocanera та Clethra arborea.
Також з лаурісілвою асоціюються такі дерева, як Heberdenia excelsa, Laurus nobilis, Pittosporum coriaceum і Rhamnus glandulosa, а також великі кущі Ilex perado та Ilex canariensis. Підлісок лаурісильви складається з кущів, папоротей, трав, мохів і печіночників. В цьому ярусі зростає Geranium maderense, Scilla maderensis та ендемічні орхідеї Dactylorhiza foliosa і Goodyera macrophylla
На високих гірських хребтах, вище лаурісілви, поширені гірські пустища. Для них є характерними кущі Erica arborea, Erica platycodon ssp. maderincola та Juniperus cedrus
Уздовж південного узбережжя, в прибережних ущелинах на висоті до 200 м, поширені невисокі ліси, де переважають ендемічні дикі оливкові дерева (Olea europaea ssp. cerasiformis) та чагарники Maytenus umbellatus, Chamaemeles coriacea, Dracaena draco і Asparagus scoparius. На порушених ділянках зростають вторинні прибережні чагарники Euphorbia piscatoria, Echium nervosum та Globularia salicina. На північному узбережжі зустрічаються невисокі ліси, де переважають Sideroxylon mirmulano. Інші прибережні рослинні угруповання включають низькі чагарники, багаторічні та однорічні луки.
Загалом в регіоні зростає близько півтори тисячі видів судинних рослин, з яких 129 видів є ендемічними для островів, у тому числі п'ять ендемічних родів: Chamaemeles, Monizia, Musschia, Parafestuca і Sinapidendron. Зокрема, до ендеміків Мадейри належать Polystichum maderense, Cerastium vagans, Armeria maderensis, Goodyera macrophylla, Viola paradoxa, Crambe fruticosa, Matthiola maderensis, Sinapidendron angustifolium, Saxifraga maderensis, Sorbus maderensis, Cytisus maderensis, Senecio maderensis, Phalaris maderensis, Pittosporum coriaceum і Musschia wollastonii. Ще понад півсотні видів є ендеміками Макаронезії. Більше половини видів, поширених на Мадейрі, також зустрічаються в Середземномор'ї.

## Фауна
Лаврові ліси острова Мадейра були визнані BirdLife International важливою орнітологічною територією (IBA). На островах зареєстровано 357 видів птахів, з яких на архіпелазі гніздяться 42 види. Мадерійські голуби (Columba trocaz), мадерійські золотомушки (Regulus maderensis) та мадейрійські зяблики (Fringilla maderensis) є ендеміками Мадейри. Також існують деякі ендемічні підвиди, такі як крапчастої сипухи Tyto alba schmitzi. Такі види, як архіпелаговий щеврик (Anthus berthelotii), канарський серпокрилець (Apus unicolor) і канарка (Serinus canaria), також поширені на інших островах Макаронезії. 
Мадерійські тайфунники (Pterodroma madeira) є гніздовими ендеміками Мадейри, а бугіойські тайфунники (Pterodroma deserta) гніздяться лише на острові Бужіу в групі островів Дезерташ. Серед інших морських птахів, поширених на Мадейрі, слід відзначити мадейрську качурку (Oceanodroma castro), азорського тайфунника (Pterodroma feae), канарського буревісника (Puffinus baroli), білобрового океанника (Pelagodroma marina hypoleuca) та скельного мартина (Larus michahellis). Острів регулярно відвідують малі чепури (Egretta garzetta), єгипетські чаплі (Bubulcus ibis), середні кульони (Numenius phaeopus), чорногруді побережники (Calidris alpina) та звичайні крем'яшники (Arenaria interpres).
На Мадейрі мешкають три види кажанів — мадейрський нетопир (Pipistrellus maderensis), що є ендеміком Макаронезії, підвид малої вечірниці (Nyctalus leisleri verrucosus) та широко поширений в Європі сірий вухань (Plecotus austriacus).
На островах Мадейра, Порту-Санту, Дезерташ і Селважеш мешкає ендемічна мадерійська ящірка (Teira dugesii). На островах Селважеш також мешкає ендемічний підвид скельного гекона Беттгера (Tarentola boettgeri bischoffi).
На островах мешкає понад 500 видів наземних безхребетних, включаючи комах, павуків і молюсків.

## Збереження
Першими людьми, що оселелися на Мадейрі, стали португальські поселенці, що почали прибувати на острів після 1420 року. Значна частина мадерійських лісів була вирубана на будівельний матеріал, найбільшим попитом користувалася Persea indica. У XVI-XVII ст. південна частина Мадейри була перетворена на плантації цукрової тростини. Для зрошення цих полів були побудовані левадас — канали шириною від 80 до 150 см, яких спочатку будували з каменю, а пізніше з бетону. Ліси та чагарники продовжували вирубатися, щоб забезпечити деревне вугілля для цукрових заводів на островах. На острови були завезені кози, вівці та корови, ліси були перетворені на пасовища, а лісовий підлісок інтенсивно знищувався внаслідок перевипасу худоби. 
На острови було завезено чимало екзотичних видів рослин і тварин, деякі з яких розповсюдилися і стали інвазійними. На середніх висотах були висаджені плантації приморських сосен (Pinus pinaster) та кулястих евкаліптів (Eucalyptus globulus). Евкаліпти широко поширилися на південному схилі Мадейри, витісняючи місцеві види.
Лаурісілва покриває 16 % площі Мадейри (14 953 га), переважно в північній частині острова. 90 % лаурісілви — це первинний ліс, який включає дерева віком до 800 років, що росли в момент появи на острові першопоселенців. Решта 10 % — це вторинні ліси, які востаннє зазнавали вирубки в середині 20 століття.
Оцінка 2017 року показала, що 483 км², або 60 % екорегіону, є заповідними територіями. Природний парк Мадейри, заснований у 1982 році, забезпечує захист території площею 444 км². Він охоплює більше половини території Мадейри, зокрема всі залишки лаврових лісів. З 1980-х років з лісів і безлісних ділянок парку вилучено кіз і овець, що дозволило відновити лісовий підлісок і чагарники. Лаврові ліси Мадейри площею 150 км² були визнані об'єктом Світової спадщини ЮНЕСКО в 1999 році.
Безлюдні острови Селваженш були оголошені природним заповідником у 1971 році, а острови Дезерташ — у 1990 році.